# Пауэлл, Джон Энох
Джон Енох Пауэлл (/ dʒɒn я ː nɒk poʊl /; 16 июня 1912 года, 	Бирмингем, Британская империя — 8 февраля 1998 года, Лондон, Великобритания) — британский политик, филолог-классик, лингвист и поэт. Член парламента от Консервативной партии (1950—1974) и от Ольстерской юнионистской партии (1974—1987), министр здравоохранения (1960—1963).
Большую известность ему принесла произнесённая в 1968 году речь о проблемах иммиграции, которую чаще всего называют речью «Реки крови». В прессе и внутри самой Консервативной партии речь была расценена многими как расистская, и Пауэлл был отправлен в отставку с поста министра обороны в теневом кабинете Эдварда Хита.
В то же время социологические опросы показали, что с мнением Пауэлла были согласны до 74 % населения Великобритании. Его сторонники утверждали, что именно эта речь помогла консерваторам выиграть выборы 1970 года.
До прихода в политику Пауэлл был филологом-классиком, причём профессором стал в возрасте 25 лет. Во время Второй мировой войны он служил в штабе и разведке, достигнув звания бригадира к тридцати годам. Он также писал стихи, его первые произведения были опубликованы в 1937 году; кроме того он был автором книг по классической филологии и политике.

## Ранние годы и образование
Пауэлл родился в Бирмингеме (район Стечфорд) и жил там в течение первых шести лет своей жизни до переезда в Кингс Нортон (другой район Бирмингема) в 1918 году, где он жил до 1930 года. Он был единственным ребёнком в семье Альберта Эноха Пауэлла (1872—1956), который был директором начальной школы, и его жены Елены Марии (1886—1953). Эллен была дочерью Генри Бриза, полицейского из Ливерпуля и его жены Элизы, которая отказалась от своей преподавательской карьеры после женитьбы. Пауэллы были валлийского происхождения, и переехали в развивающуюся часть Мидлендс — Чёрную Страну (Black country) в начале XIX века. Его прадед был шахтёром, а дед торговал железом.
Пауэлл учился в школе грамматики для мальчиков в Кинг Нортон, прежде чем перешёл в школу Короля Эдварда в Бирмингеме, где он изучал античных классиков (что позже повлияло на его речь «Реки крови»), и был одним из немногих учеников в истории школы, который набрал 100 % на финальном экзамене по английскому языку. Он учился в Тринити-колледже в Кембридже, с 1930 по 1933, и во время учёбы он попал под влияние поэта Альфреда Хаусмана, университетского профессора латыни, а также был сильно впечатлен работами немецкого философа Фридриха Ницше. Во время учёбы он не проявлял интереса к политике.
Во время обучения в Кембридже у Пауэлла были одни из первых его романтических отношений. По словам Джона Эванса, капеллана Тринити-колледжа Пауэлл оставил ему инструкции — рассказать после его смерти о том, что одни его отношения были гомосексуальными.
На экзамене по греческой прозе, который должен был длиться три часа, ему было предложено перевести отрывок текста на греческий язык. Пауэлл был готов уже через полтора часа, написав переводы в стиле Платона и Фукидида. За свою учёбу он получил две высших оценки — за латынь и греческий (подобное оценивание происходит крайне редко). После окончания Кембриджа, Пауэлл поступил на курс урду в Школе востоковедения Лондонского университета, потому что он чувствовал, что его давнюю амбицию — стать вице-королём Индии будет невозможно осуществить без знания индийского языка.

## Довоенная карьера
Окончив Кембридж, Пауэлл остался в Тринити-колледже в качестве стипендиата, проводя большую часть своего времени, изучая древние рукописи на латыни. Кроме того он писал научные работы о греческом и валлийском языках.
В 1937 году он был назначен профессором греческого языка в Сиднейском университете в 25 лет (Пауэлл хотел побить рекорд Ницше, который стал профессором в 24, но это ему не удалось). Среди его учеников был будущий премьер-министр Австралии Гоф Уитлэм.
Он редактировал перевод «Истории» Фукидида (за авторством Стюарт-Джонса) для Oxford University Press в 1938 году, а самым его важным вкладом в классическую филологию стал «Лексикон Геродота», опубликованный в том же году.
Вскоре после прибытия в Австралию, он был назначен куратором Музея Николсона в Сиднейском университете. Он поразил вице-канцлера, сообщив ему, что в Европе скоро начнется война и что, когда это случится, он направится домой, чтобы записаться в армию. К тому времени, когда Пауэлл окончил школу Короля Эдуарда в 1930 году, он был убежден, что Интербеллум — временное явление и что Британия снова будет воевать с Германией. Во время пребывания в Австралии, он со всем большим неприятием относился к политике умиротворения нацистской Германии — Пауэлл считал это предательством британских национальных интересов.
С началом войны, Пауэлл немедленно вернулся в Великобританию, но перед этим купил словарь русского языка, так как он считал, что «Россия будет иметь ключевое значение для нашего выживания и победы, как это было в 1812 и 1916 годах».

## Годы войны
В октябре 1939 года, почти через месяц после возвращения домой из Австралии, Пауэлл был зачислен в Королевский Уорикширский полк. Вместо того чтобы ожидать приказа о призыве, он сообщил о том, что он австралиец, так как им было разрешено сразу записываться в действующую армию. В последующие годы Пауэлл описал свою карьеру от рядового до ефрейтора, охарактеризовав её как большее достижение, чем работа в составе правительства.
Пауэлл был зачислен в резерв в 1940 году, но почти сразу же был направлен в разведывательный корпус. Вскоре он был произведён в капитаны и был направлен в качестве офицера военной разведки в 1-ю (позже 9-ю) танковую дивизию. За это время он выучил португальский язык для чтения поэта Камоэнса в оригинале. Из-за недостатка знающих русский язык сотрудников, его знание русского языка и навыки текстового анализа были использованы для перевода советского руководства по парашютной подготовке — задачи, которую он завершил после 11 вечера, закончив выполнять свои обычные обязанности, выводя значение многих технических терминов из контекста. Энох был убежден, что Советский Союз в конечном итоге вступит в войну на стороне союзников. Однажды он был арестован по подозрению в шпионаже на немцев — из-за пения песни «Хорст-Вессель».
В октябре 1941 года Пауэлл был отправлен в Каир, а затем направлен обратно в Королевский Уорикширский полк. В качестве секретаря Объединённого разведывательного комитета на Ближнем Востоке ему приходилось выполнять работу, которую, как правило, должны были выполнять офицеры более высокого звания. В мае 1942 года он был задним числом произведён в майоры. Следующее повышение (до подполковника) произошло в августе того же года; в письме родителям он писал, что делает работу трёх человек и ожидает повышения до бригадира в течение года или двух. В этом ему помогла Вторая битва при Эль-Аламейне, во время которой он помогал планировать нападение на части Роммеля. Пауэлл и его команда начинали работу в четыре утра каждый день, чтобы составить отчёт по радиоперехватам и другим разведывательным данным, и были готовы представить его начальникам штабов в девять утра. В следующем году Пауэлл был награждён Орденом Британской Империи за военную службу.
Служба в Алжире послужила началом неприязни Пауэлла к Соединённым Штатам. После разговора с некоторыми высокопоставленными американскими чиновниками он убедился, что одной из основных военных целей США было уничтожение Британской империи. В письме домой от 16 февраля 1943 года Пауэлл заявил: «На горизонте я вижу рост ещё большей опасности, чем Германия или Японии… наш страшный враг, Америка…» Убежденность Пауэлла в анти-британских намерениях американцев во время войны укрепилась.
Пауэлл отчаянно хотел пойти на Дальний Восток, чтобы помочь в борьбе с Японией, потому что «война в Европе выиграна и я хочу видеть британский флаг в Сингапуре». Он хотел обсудить своё возможное отправление в Индию с Ордом Уингейтом, но обязанности и звание Пауэлла исключали назначение.
Позже он был назначен подполковником военной разведки в Дели. Пауэлл вскоре стал секретарем Объединённого разведывательного комитета в Индии и стал членом команды Луи Маунтбеттена в Юго-Восточной Азии. Пауэлл участвует в планировании десантного наступления на Акьяб, остров у побережья Бирмы. Орд Уингейт также участвовал в планировании этой операции и проникся большой неприязнью к Эноху.
Однажды жёлтая кожа Пауэлла (он лечился от желтухи), его слишком консервативный стиль одежды и показавшееся странным поведение привели к тому, что его ошибочно приняли за японского шпиона. В этот период он отказался встретиться со своим кембриджским коллегой Глином Даниэлем, так как он посвящал все своё свободное время изучению поэта Джона Донна. Пауэлл продолжал изучать урду, так как по-прежнему намеревался стать вице-королём Индии, и когда Луи Маунтбеттен перевел свой штаб в город Канди на Цейлоне, Пауэлл принял решение остаться в Дели. Он был произведён в звание полковника в конце марта 1944 года и был назначен заместителем начальника военной разведки в Индии, предоставляя разведывательную поддержку в Бирманской кампании Уильяма Слима.
Начав войну самым молодым профессором в Британской империи, Пауэлл закончил её в звании бригадира. Он был привлечён в состав комитета генералов и бригадиров для планирования послевоенной обороны Индии: итогом работы комитета стал 470-страничный доклад, который был почти полностью написан Пауэллом. В течение нескольких недель он был самым молодым бригадиром в британской армии, и он был одним из двух человек за всю войну, который дослужился от рядового до бригадира. Ему предложили постоянную службу в качестве бригадира в индийской армии, и должность помощника Командующего Академией индийских офицеров, но он отказался. Пауэлл заявил, что он планирует стать главой военной разведки в «следующей войне».
Пауэлл никогда не участвовал в сражении и чувствовал себя виноватым за то, что выжил. Когда однажды его спросили, каким он хотел бы остаться в памяти, он сказал: «Я хотел бы быть убитым на войне».

## Начало политической карьеры

### Присоединение к Консервативной партии
Несмотря на то, что в 1945 Пауэлл голосовал за лейбористов, поучаствовав в их победе, он сделал это потому что он хотел наказать Консервативную партию за Мюнхенское соглашение. После войны он присоединился к консерваторам и работал в департаменте исследований Консервативной партии.

Надежды на то чтобы стать вице-королём Индии рухнули в феврале 1947 года, когда премьер-министр Клемент Эттли объявил, что независимость Индии неизбежна. Пауэлл был так потрясён этой новостью, что провел целую ночь, блуждая по улицам.

### Выборы в парламент
На дополнительных выборах 1947 года Эноху не удалось избраться в парламент. Спустя три года Энох всё-таки был избран членом парламента от Вулвергемптона.

### В первые годы, в качестве заднескамеечника
16 марта 1950 года Пауэлл выступил со своей первой речью в парламенте, его выступление было посвящено белой книге по обороне.
3 марта 1953 года Пауэлл выступил против королевского Билля о титулах. Энох заявил, что нашёл три изменения в структуре и стиле Великобритании, «все из которых кажутся злом». Первым изменением был принцип разделения полномочий британской короны. Пауэлл заявил, что королевство развивалось веками и было единым именно в силу наличия единого для всех областей монарха.
Также Энох возражал против замалчивания слова «британский» как перед словами «уделы и территории», так и перед словом «Содружество», которое в Вестминстерском статуте описывается как «Британское содружество наций».
В середине ноября 1953 года Пауэлл был приглашён в Комитет 1922 (комитет заднескамеечников, членов консервативной партии). Также Пауэлл был членом Суэцкой группы членов парламента. Эти депутаты были против вывода британских сил из Египта и были несогласны с потерей контроля над Суэцким каналом. Однако Пауэлл выступил против попыток вернуть канал во время Суэцкого кризиса, потому что считал, что Британия не имеет больше ресурсов, чтобы быть мировой державой.

## Работа в правительстве

### Младший министр жилищного строительства
21 декабря 1955 года Пауэлл был назначен парламентским секретарем Дункана Сэндиса, министра жилищного строительства и местного самоуправления. Энох назвал это назначение лучшим подарком на Рождество. В начале 1956 года он высказался в поддержку билля о жилищных субсидиях в палате общин и выступил за отказ от поправки, которая препятствовала расчистке трущоб.
Весной Пауэлл принял участие в работе подкомитета по иммиграционному контролю в качестве представителя министра жилищного строительства и выступил в поддержку иммиграционного контроля. В августе он выступил с речью на собрании Института управления персоналом. Ему был задан вопрос об иммиграции. Он ответил, что ограничение иммиграции потребует изменений в законодательстве: «Могут быть обстоятельства, при которых такое изменение закона может быть меньшим из двух зол». Но он добавил: «К сожалению, будет очень мало людей, которые скажут, что время пришло, когда это будет необходимо».

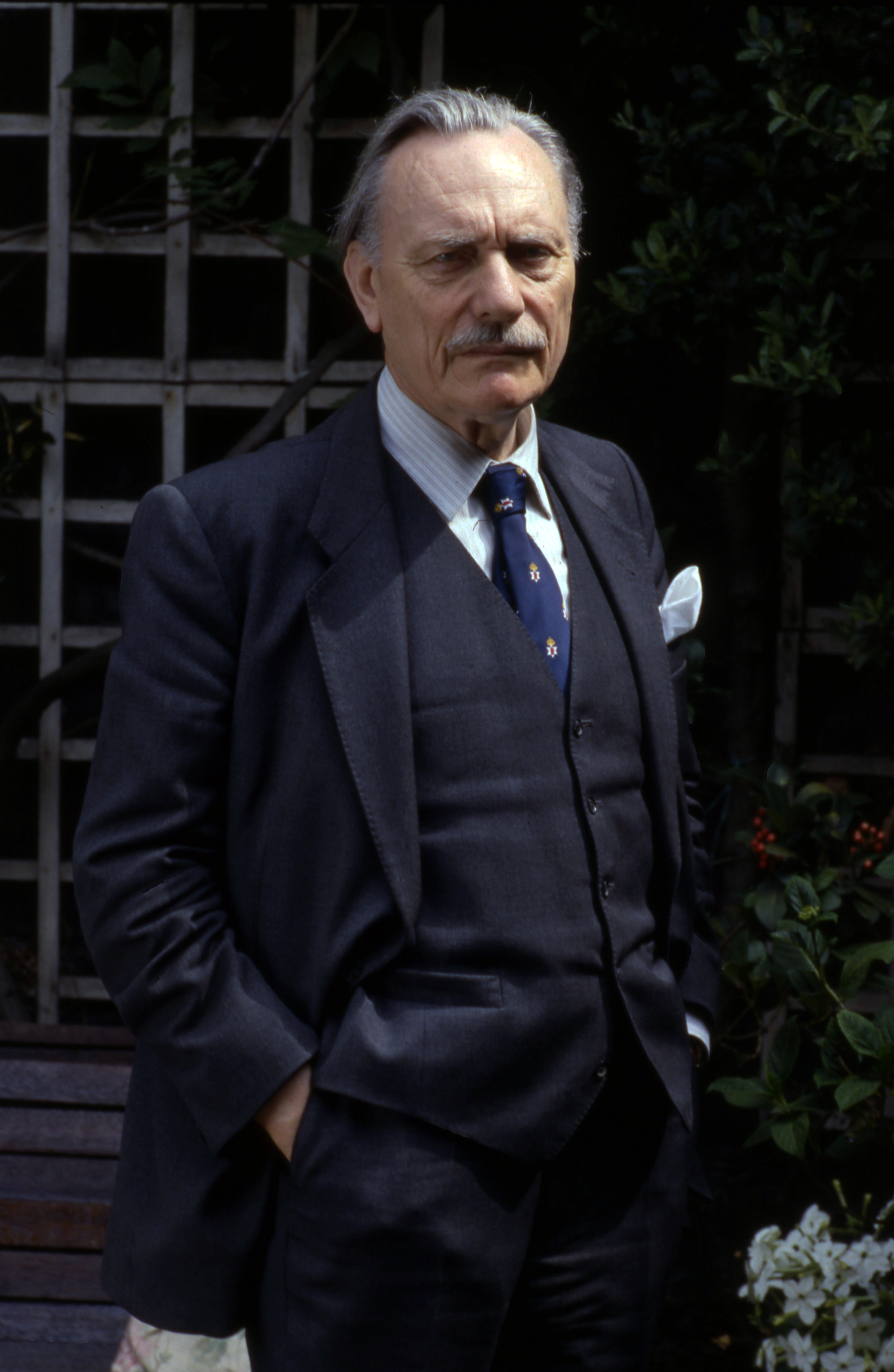

### Финансовый секретарь Казначейства
Когда Гарольд Макмиллан сменил Энтони Идена на посту премьер-министра, Пауэллу был предложена должность финансового секретаря Казначейства. Эта должность соответствовала заместителю канцлера казначейства и была самой важной работой вне кабинета министров.
Но уже в январе 1958 года он подал в отставку, вместе с канцлером казначейства Питером Торникрофтом и его коллегой Найджелом Берчем, в знак протеста против планов правительства по увеличению расходов. Это было связано с тем, что Пауэлл был убежденным сторонником дезинфляции или, говоря современным языком, монетаристом, и верил в рыночные силы. Пауэлл был также членом общества «Мон Пелерин», которое было основано австрийским экономистом Фридрихом фон Хайеком.
В конце 1950-х годов Пауэлл способствовал установлению большего контроля над денежной массой для предотвращения инфляции и в течение 1960-х годов был сторонником свободного рынка, что в то время казалось невероятной крайностью, неосуществимой и непопулярной идеей. Пауэлл выступал за приватизацию почты и телефонной сети ещё в 1964 году — за 20 лет до того, как состоялась приватизация телекоммуникационной отрасли, и почти за полвека до приватизации королевской почты. Энох презирал «политику консенсусов». Его взгляды на экономику, послужившие причиной отставки, предвосхитили взгляды, которые в 1980-х описывались как монетаризм.

### Министр здравоохранения
Пауэлл вернулся в правительство в июле 1960 года, когда он был назначен министром здравоохранения. Во время встречи с родителями детей, которые были рождены с уродствами из-за приема талидомида, он не выразил сочувствия родителям пострадавших, заявив, что «любой, кто принимает что-то посложнее аспирина, подвергает себя опасности». Пауэлл также отказался начать публичное расследование и сопротивлялся призывам предупреждать об опасности оставшегося в аптечках талидомида.
Кроме того, Энох был одним из инициаторов амбициозной десятилетней программы строительства больниц общего профиля и начал дискуссию о заброшенности крупных психиатрических больниц.

## 1960-е

### Теневой министр обороны
В своей первой речи на конференции Консервативной партии в качестве теневого министра обороны, 14 октября 1965 года, Пауэлл изложил свою программу оборонной политики, в которой он заявлял о необходимости избавиться от устаревших глобальных военных обязательств, оставшихся от имперского прошлого Великобритании и подчеркивал, что Британия является европейской силой и, следовательно, союз с Западной Европой от возможного нападения с Востока занимает центральное место в системе безопасности Великобритании. Он защищал британское ядерное оружие и ставил под сомнение необходимость в военных обязательствах к востоку от Суэца.
Журналист The Daily Telegraph Дэвид Хауэлл заметил, что Пауэлл «просто призывает уйти с территорий к востоку от Суэца, и получает поддержку, потому что никто не понимает, что он имеет в виду». Тем не менее, американцы были обеспокоены из-за речи Пауэлла, так как они надеялись на британские военные силы в Юго-Восточной Азии, ведь они все ещё воевали во Вьетнаме. Стенограмма выступления была направлена в Вашингтон. Американское посольство просило Хита поговорить о «доктрине Пауэлла». New York Times писала, что речь Пауэлла стала «потенциальной Декларацией  независимости от американской политики». Во время избирательной кампании 1966 года, Пауэлл заявил, что у британского правительства есть планы по отправке британских войск во Вьетнам и что при лейбористах Британия «очевидно, ведет себя как американский сателлит».
Линдон Джонсон действительно попросил Уилсона о военной помощи во Вьетнаме. Но из-за речи Пауэлла Уилсону стало понятно, что подобное решение не получит общественной поддержки и вынужден был отказать. Пауэлл ответил на это: «Это величайшая услуга, которую я исполнил для моей страны».

## Речь «Реки крови»
Пауэлл был широко известен благодаря его ораторскому мастерству и независимому мнению. 20 апреля 1968 года он выступил со спорной речью в Бирмингеме, в которой он предупреждал своих слушателей о возможных последствиях иммиграции из стран Содружества в Великобританию. Больше всего стала известна аллюзия на римского поэта Вергилия в конце речи Пауэлла, которая дала речи её название.

Стоит мне посмотреть вперед, и я наполняюсь предчувствием. Как римлянин я вижу, как река Тибр наполняется кровью. Это трагическое и неразрешимое явление, которое мы с ужасом наблюдаем по другую сторону Атлантики, где оно тесно связано с историей развития США. Но у нас это происходит по собственной воле и из-за нашей собственной небрежности. (…). Мы достигнем американских пропорций задолго до конца XX века. Только решительные и срочные меры могут предотвратить это.
The Times заявила: «Это первый случай в нашей послевоенной истории, когда серьёзный британский политик настолько прямо обратился к расовой ненависти».
Основным политическим вопросом, рассмотренным в речи, была не иммиграция как таковая, а введённый лейбористским правительством закон о расовых отношениях 1968 года. Пауэлл считал его аморальным. Закон запрещал дискриминацию по расовому признаку во многих областях общественной жизни британцев, особенно в жилье — так как многие местные органы власти отказывались предоставлять дома иммигрантам, пока те не прожили в стране в течение определённого количества лет.
Одной из важных составляющих его речи была обширная цитата из письма, которое, по его утверждению, он получил от своего избирателя из Вулверхэмптона. Автор рассказывал о судьбе пожилой женщины, которая была последним белым человеком, проживавшим на улице. Она неоднократно отказывала иммигрантам в сдаче жилья внаем, за что её прозвали расисткой, а в её почтовый ящик стали кидать экскременты.

Энох Пауэлл в 1986 году

Хит уволил Пауэлла из своего теневого кабинета на следующий день после выступления, и Энох больше никогда не получал назначения на высшие политические посты. Тем не менее, после речи Пауэлл получил почти 120 тысяч писем, преимущественно положительных. Опрос, проведенный Gallup в конце апреля, показал, что 74 процента опрошенных согласились с его речью, и только 15 процентов не согласились, 11 процентов затруднялись с оценкой. После того как The Sunday Times назвала его речь расистской, Пауэлл подал в суд за клевету, но отозвал иск, так как требовалось предоставить для экспертизы письмо, бывшее частью речи, а он обещал автору сохранить анонимность.
Пауэлл заранее передал текст своего выступления в средства массовой информации и присутствие прессы было связано с тем, что журналисты понимали скандальный характер речи.
После этой речи Пауэлл стал общенационально известным общественным деятелем и завоевал огромную поддержку по всей Великобритании. Через три дня после речи, 23 апреля, в то время как билль о расовых отношениях обсуждался в палате общин, 1000 докеров двинулись к Вестминстерскому аббатству, протестуя против обвинений в адрес Пауэлла. На следующий день 400 носильщиков мяса с рынка в Смитфилде передали в парламент 92 страницы подписей в его поддержку.
Тридцать лет спустя Хит отметил, что замечания Пауэлла об «экономическом бремени иммиграции» были «не лишены предвидения». В 1991 году Маргарет Тэтчер сказала, что Пауэлл «выступил с правильной речью, даже если не всегда был разборчив в терминах»

## Исключение из Консервативной партии
Сторонники Пауэлла утверждают, что именно он послужил причиной неожиданной победы консерваторов на выборах 1970 года. В своем электоральном исследовании американский социолог Дуглас Шон и профессор Оксфордского университета Джонсон полагали бесспорным тот факт, что Пауэлл привлек 2,5 миллиона голосов в поддержку консерваторов. В феврале 1969 опрос Gallup показал, что по мнению англичан Пауэлл стал самым уважаемым человеком. Ежедневные экспресс-опросы в 1972 году показали, что Пауэлл является наиболее популярным политиком в стране.
В ходе дебатов обороны в марте 1970 года он утверждал, что «вся теория тактического ядерного оружия, или тактическое использование ядерного оружия, является абсолютным абсурдом» и что это невероятно, что любая группа стран, втянутых в войну будет «принимать решения об общем и взаимном самоубийстве», и выступил за расширение Континентальной армии Великобритании. Но Пауэлл отметил: «Я всегда считал обладание ядерным потенциалом, хорошей защитой от ядерного шантажа».
В марте 1969 года он выступил против вступления Великобритании в Европейское экономическое сообщество. Он считал его угрозой суверенитету парламента, а также угрозой выживанию британской нации. Националистическая риторика дала миллионы голосов среднего класса консерваторам, однако сделала Хита непримиримым врагом Пауэлла.
Именно позиция Пауэлла по членству в ЕЭС стала решающей для его будущего в составе Консервативной партии. Разногласия дошли до такой стадии, что перед выборами 1974 года Пауэлл призвал своих сторонников голосовать за лейбористов, несмотря на то, что заявлял: «Я родился тори и умру тори, это часть меня, и никто не может это изменить». Энох был исключён из партии, а консерваторы потерпели поражение на выборах. Пауэлл избрался членом парламента от Ольстерской юнионистской партии и переизбирался в качестве её представителя до выборов 1987 года.

## После парламента
Пауэлл приветствовал новую внешнюю политику СССР, сформировавшуюся при Михаиле Горбачёве. Он считал, что она положит конец агрессивной американской политике.
Весной 1989 года BBC сняло передачу о его визите в Россию. BBC изначально хотело, чтобы он сделал программу про Индию, но Эноху отказали в визе. Во время визита в Россию Пауэлл посетил Пискаревское кладбище, где он заявил, что он не может поверить, что люди, которые столь много страдали во время блокады Ленинграда, могут хотеть начать новую войну. Он также принял участие в параде ветеранов, надев свои медали, и побеседовал с ветеранами с помощью переводчика. Во время воссоединения Германии Пауэлл заявил, что Великобритании необходимо срочно создать альянс с Советским Союзом с учётом эффекта от этого объединения на баланс сил в Европе. Пауэлл поддерживал политику Тэтчер по отношению к Европе.
После вторжения Ирака в Кувейт Пауэлл утверждал, что, поскольку Англия не была союзником Кувейта в «формальном смысле», а после потери влияния на востоке стратегический баланс сил не является целью Британии, страна не должна принимать участия в конфликте.

## Старость и смерть
В возрасте 80 лет Пауэллу был поставлен диагноз — болезнь Паркинсона. В 1994 году он опубликовал «Эволюцию Евангелия, новый перевод первого Евангелия с комментариями».
На двадцать пятую годовщину речи «Реки крови», Пауэлл написал статью для The Times, в которой утверждал, что концентрация общин иммигрантов в центре английских городов приведет к «коммунализму», что будет иметь серьёзные последствия для избирательной системы: «коммунализм и демократия, как показывает опыт Индии, несовместимы».
В последние годы своей жизни, он немного занимался журналистикой и сотрудничал с BBC во время съёмок документального фильма о его жизни в 1995 году. В апреле 1996 года он написал статью для Daily Express, где снова призывал политиков одуматься и пересмотреть решение о вступлении в ЕЭС, уточняя, что так или иначе, ошибочность того решения станет очевидной для всех, но пока есть время и сила у парламента — нужно сделать это. Когда лейбористская партия выиграла выборы 1997 года, Пауэлл сказал жене, Памеле Уилсон, «они проголосовали, чтобы разбить Соединенное Королевство».

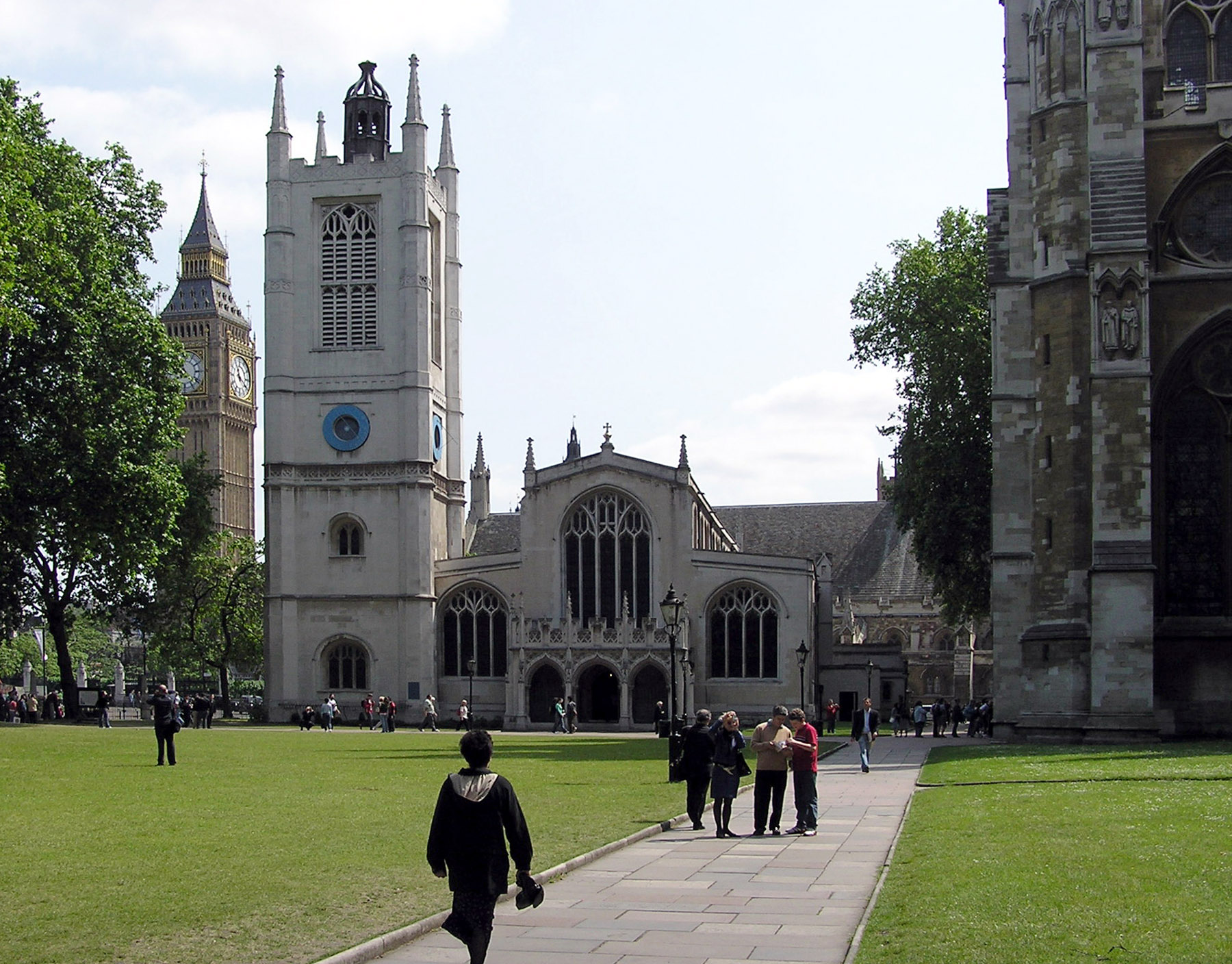
Церковь Святой Маргариты в Вестминстере

Пауэлл начал, но не завершил научную работу об Евангелии от Иоанна. Джон Энох Пауэлл умер в возрасте 85 лет в 4:30 утра 8 февраля 1998 года в офицерском госпитале короля Эдуарда VII в Вестминстере.
Одетый в мундир бригадира, Пауэлл был похоронен на участке своего полка на Уорикском кладбище (Уорикшир) десять дней спустя после проведения семейной службы похорон в Вестминстерском аббатстве и государственной службы при церкви Святой Маргариты в Вестминстере. Он оставил после себя жену и двух дочерей.

## Личная жизнь
2 января 1952 года 39-летний Пауэлл женился на 26-летней Маргарет Памеле Уилсон, бывшей коллеге из центрального офиса Консервативной партии. У них было две дочери, родившиеся в январе 1954 года и октябре 1956 года.
Несмотря на то, что в молодости он был атеистом, Пауэлл стал набожным членом Англиканской церкви в 1949 году. Впоследствии он стал старостой церкви Святой Маргариты в Вестминстере.
Пауэлл читал на древнегреческом с пяти лет благодаря тому, что его обучала мама. В возрасте 70 лет он начал учить свой двенадцатый и последний язык, иврит.
В августе 2002 года занял 55 место в списке 100 величайших британцев всех времен.
Пауэлл успешно использовал свой дар ритора и вне политики. У него было издано 4 сборника стихов: First Poems, Casting Off, Dancer’s End and The Wedding Gift. Собрание стихотворений было выпущено в 1990 году. Он перевел «Историю» Геродота и опубликовал множество работ по античным авторам. Он опубликовал биографию Джозефа Чемберлена, в которой подробно рассматривал раскол с Уильямом Гладстоном из-за ирландского самоуправления в 1886 году, как поворотный момент в его карьере, (вместо обычной трактовки, в которой ключевым моментом считалась реформа тарифной политики).

## Опубликованные произведения
- The Rendel Harris Papyri (1936).
- First Poems (1937).
- A Lexicon to Herodotus (1938).
- The History of Herodotus (1939).
- Casting-off, and other poems (1939).
- Herodotus, Book VIII (1939).
- Llyfr Blegywryd (1942) Stephen J. Williams, J. Enoch Powell, ed.
- Thucydidis Historia (1942).
- Herodotus (англ.) / Translated by J. Enoch Powell. — Clarendon Press, 1949.
- One Nation (1950, jointly [with?]).
- Powell, Enoch. Dancer's End and The Wedding Gift: Two books of poems (англ.). — Falcon Press, 1951.
- The Social Services, Needs and Means (1952).
- Change is our Ally (1954).
- Powell, Enoch; Maude, Angus (1970) [1955], Biography of a Nation (second ed.), London, ISBN 0-212-98373-3{{citation}}:  Википедия:Обслуживание CS1 (отсутствует издатель) (ссылка)
- Great Parliamentary Occasions (1960).
- Saving in a Free Society (1960).
- A Nation not Afraid (1965).
- Powell, Enoch (1976) [1966], A New Look at Medicine and Politics (revised ed.).
- Powell, Enoch; Wallis, Keith (1968), The House of Lords in the Middle Ages.
- Powell, Enoch (1999) [1969], Freedom and Reality, Kingswood, ISBN 0-7160-0541-7. Includes the text of the «Rivers of Blood» speech.
- Common Market: The Case Against (1971).
- Still to Decide (1972), Kingswood, ISBN 0-7160-0566-2.
- Common Market: Renegotiate or Come Out (1973).
- No Easy Answers (1973), London, ISBN 0-85969-001-6.
- Wrestling With the Angel (1977), London, ISBN 0-85969-127-6.
- Joseph Chamberlain (1977) , London, ISBN 0-500-01185-0.
- Powell, Enoch (1978), Ritchie, Richard (ed.), A Nation or No Nation, London, ISBN 0-7134-1542-8{{citation}}:  Википедия:Обслуживание CS1 (отсутствует издатель) (ссылка).
- Powell, Enoch (1989), Ritchie, Richard (ed.), Enoch Powell on 1992, London, ISBN 1-85470-008-1{{citation}}:  Википедия:Обслуживание CS1 (отсутствует издатель) (ссылка).
- Powell, Enoch (1991), Collings, Rex (ed.), Reflections of a Statesman, London: Bellew Pub., p. 655, ISBN 978-0-947792-88-6.
- Collected Poems (1990).
- The Evolution of the Gospel (1994).